# I'll Find My Way to You
 I'll Find My Way To You è il secondo singolo della cantante giamaicana Grace Jones, pubblicato per il solo mercato italiano e turco nel 1976 su etichetta Cinevox.

## Descrizione
Il brano, scritto da Hal Shaper su musica di Stelvio Cipriani, fu inciso per la colonna sonora del film Quelli della calibro 38, diretto da Massimo Dallamano, poliziottesco in cui la Jones interpretava un piccolo ruolo come cantante di night.
Il lato b del brano era già apparso nel singolo di debutto della cantante, I Need a Man.
Nel 1978 il 45 giri fu pubblicato per il mercato turco, in seguito alla distribuzione del film in quel territorio, e nel 2010 vide una pubblicazione digitale rimasterizzata, pubblicata sulle piattaforme digitali e di streaming..
Il brano verrà inserito tre anni più tardi, in una versione ricantata e riarrangiata come sesta traccia dell'album Muse.

## Tracce
- ITA 7" single (1976)[4]

A. "I'll Find My Way To You" – 2:58
B. "Again and Again" – 3:43
- Turkey 7" single (1978)[5]

A. "I'll Find My Way To You" – 2:58
B. "Again and Again" – 3:43
- ITA Digital" single (2010)[6]

A. "I'll Find My Way To You" – 2:56
B. "Again and Again" – 3:41